# Soumagne
Soumagne (valonski Soûmagne) je grad u Belgiji u valonskom dijelu zemlje, koji upravno spada pod pokrajinu Liège. 
Zahvaljujući rudnicima ugljena, Soumagne je od 19. do sredine 20. stoljeća doživio svoj procvat. U 1980-ima, stanovnici su počeli napuštati veće gradove (Liège i Verviers) i počeli se naseljavati u ruralnim područjima. Od tog razdoblja izgrađene su mnoge kuće i trgovački centri u gradu.
Na istoku područja općine nalazi se tunel (tunnel de Soumagne). Ovo je najduži željeznički tunel u Belgiji (6,5 km), preko kojeg vlakovi velikih brzina iz smjera Liègea izlaze na Pays de Herve i nastavljaju put prema Njemačkoj.

## Naselja
Ayeneux, Cerexhe-Heuseux, Évegnée-Tignée, Melen, Micheroux i Soumagne.

## Vanjske poveznice
- Službena stranica